# Unsz Dzsábir
Unsz Dzsábir (arabul أُنْس جابر , a nemzetközi szaksajtóban Ons Jabeur), (Ksar Hellal, Tunézia, 1994. augusztus 28. –) az Afrikai játékok, a Pánarab játékok és a Mediterrán játékok aranyérmese, junior Grand Slam-tornagyőztes tunéziai hivatásos teniszezőnő, olimpikon.
Az első észak-afrikai női teniszező, aki junior Grand Slam-tornát nyert, az első arab teniszező, aki Grand Slam-tornán a negyeddöntőig jutott, az első arab teniszezőnő, aki WTA-tornát nyert, és az első arab teniszező, aki a világranglistán az első tíz közé került. A 2022-es wimbledoni teniszbajnokságon a döntőbe jutott, ezzel ő lett az első arab teniszező, valamint az első afrikai teniszezőnő, aki Grand Slam-torna döntőjébe jutott.
2010 óta tartó pályafutása során egyéniben négy WTA-, emellett 11 egyéni és egy páros ITF-tornán győzött. A Grand Slam-tornákon juniorként győzött a 2011-es Roland Garros lány egyéni versenyén, felnőttként a legjobb eredménye egyéniben a 2022-es és a 2023-as wimbledoni teniszbajnokságon, valamint a 2022-es US Openen elért döntő, párosban a 2020-as Australian Openen a 3. körig jutott.
Legmagasabb világranglista helyezése egyéniben a 2022. június 27-én elért 2. helyezés, ezzel a tenisz történetében az első Top10-es, és a legmagasabb helyezést elért arab teniszező. Párosban a legjobbjaként 2020. február 3-án a 116. helyen állt. 2019-ben az "Év Arab Nője" kitüntető címet kapta.
Tunézia színeiben részt vett a 2012-es londoni, a 2016-os riói és a 2020-as tokiói olimpián.
2011 óta Tunézia Fed-kupa-válogatottjának tagja.

## Pályafutása
15 évesen már döntőt játszott a 2010-es Roland Garros lány egyéni versenyén, ahol Elina Szvitolina ellen maradt alul. A 2010-es US Openen az elődöntőig jutott. A 2011-es Roland Garroson már megnyerte a tornát, a döntőben Mónica Puigot győzve le. Párosban a 2010-es wimbledoni teniszbajnokságon Mónica Puiggal párban az elődöntőig jutott.
2011-ben, 16 éves korában aranyérmet szerzett a Maputóban rendezett Afrikai játékok egyéni és csapatversenyén, női párosban pedig ezüstérmes lett. Ugyanebben az évben a Pánarab játékokon Dohában csapatban arany-, női párosban bronzérmet szerzett. 2013-ban a Mediterrán játékokon Mersinben párosban bronzérmet szerzett.
Párosban 2008 novemberében, egyéniben 2009. márciusban játszott először ITF-tornán. Első egyéni ITF-tornagyőzelmét 2010 májusában szerezte Antalyában, párosban az eddigi egyetlen tornagyőzelmét 2010 júliusában Casablancában nyerte. 2012. februárban játszott először WTA-tornán, Dohában a Premier 5 kategóriájú versenyen. Első kiemelkedő eredményét 2013. júliusban Bakuban érte el, ahol a negyeddöntőig jutott. Egyetlen WTA-döntőjét 2018-ban Moszkvában a Kreml Kupán játszotta, ahol a kvalifikációból indulva legyőzte Sloane Stephenst, Anett Kontaveitet és Anastasija Sevastovát is, és csak a döntőben Darja Kaszatkina ellen maradt alul. A 2020-as Australian Openen első arab teniszezőként a negyeddöntőig jutott.
2022-ben az első arab teniszezőként WTA1000-es tornát nyert. A 2022-es wimbledoni teniszbajnokságon a döntőbe jutott, ahol három szettben maradt alul a kazah Jelena Ribakinával szemben. Ezzel ő lett az első arab teniszező, aki Grand Slam-torna döntőjébe jutott, és az első afrikai teniszezőnő, aki döntőt játszott Grand Slam-tornán.

## Junior Grand Slam döntői

### Egyéni

#### Győzelmek (1)
| Év   | Bajnokság     | Borítás | Ellenfél    | Eredmény    |
| ---- | ------------- | ------- | ----------- | ----------- |
| 2011 | Roland Garros | Salak   | Mónica Puig | 7–6(8), 6–1 |

#### Elveszített döntői (1)
| Év   | Bajnokság     | Borítás | Ellenfél         | Eredmény |
| ---- | ------------- | ------- | ---------------- | -------- |
| 2010 | Roland Garros | Salak   | Elina Szvitolina | 2–6, 5–7 |

## Grand Slam döntői

### Egyéni

#### Elveszített döntői (3)
| Év   | Bajnokság | Borítás | Ellenfél            | Eredmény      |
| ---- | --------- | ------- | ------------------- | ------------- |
| 2022 | Wimbledon | Fű      | Jelena Ribakina     | 6–3, 2–6, 2–6 |
| 2022 | US Open   | Kemény  | Iga Świątek         | 2–6, 5–7(5)   |
| 2023 | Wimbledon | Fű      | Markéta Vondroušová | 4–6, 4–6      |

## WTA döntői

### Egyéni

#### Győzelmei (4)
| Összesítés                   |
| Grand Slam-torna (0)         |
| WTA 1000 (kötelező)* (1)     |
| WTA 1000 (nem kötelező)* (0) |
| WTA 500* (2)                 |
| WTA 250* (1)                 |

| No. | Dátum            | Torna                                                  | Borítás | Ellenfél         | Eredmény          | Megj. |
| --- | ---------------- | ------------------------------------------------------ | ------- | ---------------- | ----------------- | ----- |
| 1.  | 2021. június 20. | AEGON Classic, Birmingham                              | Fű      | Darja Kaszatkina | 7–5, 6–4          |       |
| 2.  | 2022. május 7.   | Madrid Open, Madrid                                    | Salak   | Jessica Pegula   | 7–5, 0–6, 6–2     |       |
| 3.  | 2022. június 19. | German Open, Berlin                                    | Fű      | Belinda Bencic   | 6–3, 2–1, feladta |       |
| 4.  | 2023. április 9. | Charleston Open, Charleston, Amerikai Egyesült Államok | Salak   | Belinda Bencic   | 7–6(6), 6–4       |       |

#### Elveszített döntői (8)
| No. | Dátum                | Torna                                                           | Borítás      | Ellenfél            | Eredmény         | Megj.     |
| --- | -------------------- | --------------------------------------------------------------- | ------------ | ------------------- | ---------------- | --------- |
| 1.  | 2018. október 20.    | Kreml Kupa, Moszkva                                             | Kemény (f)   | Darja Kaszatkina    | 6–2, 6–7(3), 4–6 |           |
| 2.  | 2021. április 18.    | MUSC Health Women's Open, Charleston, Amerikai Egyesült Államok | Salak        | Astra Sharma        | 6–2, 5–7, 1–6    |           |
| 3.  | 2021. október 3.     | Chicago Fall Tennis Classic, Chicago, Amerikai Egyesült Államok | Kemény       | Garbiñe Muguruza    | 6–3, 3–6, 0–6    |           |
| 4.  | 2022. április 10.    | WTA Charleston, Charleston, Amerikai Egyesült Államok           | Salak (zöld) | Belinda Bencic      | 1–6, 7–5, 4–6    |           |
| 5.  | 2022. május 15.      | Italian Open, Róma, Olaszország                                 | Salak        | Iga Świątek         | 2–6, 2–6         |           |
| 6.  | 2022. július 9.      | Wimbledoni teniszbajnokság, London, Egyesült Királyság          | Fű           | Jelena Ribakina     | 6−3, 2–6, 2–6    | részletek |
| 7.  | 2022. szeptember 10. | US Open (teniszbajnokság), New York, Egyesült Államok           | Kemény       | Iga Świątek         | 2–6, 6–7(5)      | részletek |
| 8.  | 2023. július 15.     | Wimbledoni teniszbajnokság, London, Egyesült Királyság          | Fű           | Markéta Vondroušová | 4–6, 4–6         | részletek |

### Páros

#### Elveszített döntői (1)
| Összesítés                   |
| Grand Slam-torna (0)         |
| WTA 1000 (kötelező)* (0)     |
| WTA 1000 (nem kötelező)* (0) |
| WTA 500* (0)                 |
| WTA 250* (0)                 |

| No. | Dátum            | Torna                     | Borítás | Partner     | Ellenfél                      | Eredmény         | Megj. |
| --- | ---------------- | ------------------------- | ------- | ----------- | ----------------------------- | ---------------- | ----- |
| 1.  | 2021. június 20. | AEGON Classic, Birmingham | Fű      | Ellen Perez | Marie Bouzková Lucie Hradecká | 4–6, 6–2, [8–10] |       |

## ITF-döntői

### Egyéni: 15 (11–4)
| Díjazás        |
| -------------- |
| $100,000 torna |
| $75,000 torna  |
| $50,000 torna  |
| $25,000 torna  |
| $10,000 torna  |

| Eredmény | Gy–V | Dátum               | Torna                               | Borítás    | Ellenfél            | Eredmény         |
| -------- | ---- | ------------------- | ----------------------------------- | ---------- | ------------------- | ---------------- |
| Döntős   | 0–1  | 2009. október 30.   | ITF Monastir, Tunézia               | Kemény     | Elise Tamaëla       | 2–6, 2–6         |
| Győztes  | 1–1  | 2010. május 2.      | ITF Antalya, Törökország            | Salak      | Sandra Zaniewska    | 2–1 feladta      |
| Győztes  | 2–1  | 2010. július 23.    | ITF Casablanca, Marokkó             | Salak      | Anna Morgina        | 7–5, 6–3         |
| Döntős   | 2–2  | 2012. április 28.   | ITF Tunis, Tunézia                  | Salak      | Sandra Zaniewska    | 4–6, 6–4, 2–6    |
| Győztes  | 3–2  | 2013. április 27.   | ITF Tunis, Tunézia                  | Salak      | Sara Sorribes Tormo | 6–3, 6–2         |
| Győztes  | 4–2  | 2013. május 12.     | ITF Fukuoka, Japán                  | Fű         | An-Sophie Mestach   | 7–6(2), 6–2      |
| Győztes  | 5–2  | 2013. május 19.     | ITF Kurume, Japán                   | Fű         | An-Sophie Mestach   | 6–0, 6–2         |
| Győztes  | 6–2  | 2013. október 27.   | ITF Saguenay, Kanada                | Kemény (f) | Coco Vandeweghe     | 6–7(0), 6–0, 6-3 |
| Győztes  | 7–2  | 2014. május 11.     | ITF Tunis, Tunézia                  | Salak      | Valerija Szavinih   | 6–3, 7–6(4)      |
| Döntős   | 7–3  | 2014. augusztus 10. | ITF Landisville, Egyesült Államok   | Kemény     | Paula Kania         | 7–5, 3–6, 4–6    |
| Döntős   | 7–4  | 2014. november 2.   | ITF Nantes, Franciaország           | Kemény (f) | Kateřina Siniaková  | 5–7, 2–6         |
| Győztes  | 8–4  | 2016. január 17.    | ITF Daytona Beach, Egyesült Államok | Salak      | Olga Fridman        | 0–6, 6–2, 6–4    |
| Győztes  | 9–4  | 2016. január 31.    | ITF Sunrise, Egyesült Államok       | Salak      | Ana Tatisvili       | 3–6, 6–2, 6–1    |
| Győztes  | 10–4 | 2016. május 8.      | ITF Tunis, Tunézia                  | Salak      | Romina Oprandi      | 1–6, 6–2, 6-2    |
| Győztes  | 11–4 | 2018. június 17.    | ITF Manchester, Egyesült Királyság  | Fű         | Sara Sorribes Tormo | 6–2, 6–1         |

### Páros: 2 (1–1)
| Díjazás        |
| -------------- |
| $100,000 torna |
| $75,000 torna  |
| $50,000 torna  |
| $25,000 torna  |
| $10,000 torna  |

| Eredmény | Gy–V | Dátum             | Torna                   | Borítás | Partner           | Ellenfelek                    | Eredmény         |
| -------- | ---- | ----------------- | ----------------------- | ------- | ----------------- | ----------------------------- | ---------------- |
| Döntős   | 0–1  | 2009. október 30. | ITF Monastir, Tunézia   | Kemény  | Nour Abbès        | Elise Tamaëla Nicole Thijssen | 1–6, 7–5, [4–10] |
| Győztes  | 1–1  | 2010. július 23.  | ITF Casablanca, Marokkó | Salak   | Katarína Baranová | Galina Fokina Anna Morgina    | 6–3, 6–3         |

## Eredményei a Grand Slam-tornákon

### Egyéniben
| Grand Slam | Australian Open | Australian Open     | Roland Garros  | Roland Garros       | Wimbledon      | Wimbledon           | US Open       | US Open           |
| Év         | Eredmény        | Utolsó ellenfél     | Eredmény       | Utolsó ellenfél     | Eredmény       | Utolsó ellenfél     | Eredmény      | Utolsó ellenfél   |
| 2012       | –               | –                   | Selejtező (Q2) | Selejtező (Q2)      | –              | –                   | –             | –                 |
| 2013       | –               | –                   | –              | –                   | Selejtező(Q1)  | Selejtező(Q1)       | Selejtező(Q1) | Selejtező(Q1)     |
| 2014       | –               | –                   | Selejtező (Q1) | Selejtező (Q1)      | Selejtező (Q3) | Selejtező (Q3)      | 1. kör        | Andrea Petković   |
| 2015       | 1. kör          | Vera Zvonarjova     | Selejtező(Q2)  | Selejtező(Q2)       | –              | –                   | Selejtező(Q1) | Selejtező(Q1)     |
| 2016       | –               | –                   | –              | –                   | Selejtező(Q1)  | Selejtező(Q1)       | Selejtező(Q1) | Selejtező(Q1)     |
| 2017       | Selejtező(Q3)   | Selejtező(Q3)       | 3. kör         | Bacsinszky Tímea    | 1. kör         | Sz Kuznyecova       | 2. kör        | Coco Vandeweghe   |
| 2018       | 1. kör          | Jelena Vesznyina    | Selejtező(Q2)  | Selejtező(Q2)       | 2. kör         | Kateřina Siniaková  | 1. kör        | Ashleigh Barty    |
| 2019       | 1. kör          | Babos Tímea         | 1. kör         | Petra Martić        | 1. kör         | Petra Kvitová       | 3. kör        | Karolína Plíšková |
| 2020       | Negyeddöntő     | Sofia Kenin         | 4. kör         | Danielle Collins    | elmaradt       | elmaradt            | 3. kör        | Sofia Kenin       |
| 2021       | 3. kör          | Ószaka Naomi        | 4. kör         | Cori Gauff          | Negyeddöntő    | Arina Szabalenka    | 3. kör        | Elise Mertens     |
| 2022       | –               | –                   | 1. kör         | Magda Linette       | Döntő          | Jelena Ribakina     | Döntő         | Iga Świątek       |
| 2023       | 2. kör          | Markéta Vondroušová | Negyeddöntő    | Beatriz Haddad Maia | Döntő          | Markéta Vondroušová | 4. kör        | Cseng Csin-ven    |
| 2024       | 2. kör          | Mirra Andrejeva     | Negyeddöntő    | Cori Gauff          | 3. kör         | Elina Szvitolina    | –             | –                 |
| 2025       | 3. kör          | Emma Navarro        | 1. kör         | Magdalena Fręch     | 1. kör         | Viktorija Tomova    |               |                   |

## Év végi világranglista-helyezései
| Év     | 2010 | 2011  | 2012 | 2013 | 2014 | 2015 | 2016 | 2017 | 2018 | 2019 | 2020 | 2021 | 2022 | 2023 | 2024 |
| Egyéni | 601. | 1209. | 264. | 139. | 146. | 210. | 193. | 88.  | 62.  | 77.  | 31.  | 10.  | 2.   | 6.   | 42.  |
| Páros  | 778. | −     | −    | −    | −    | −    | −    | 835. | −    | 179. | 215. | 160. | 258. | 532. | 348. |